# Panninger Linie

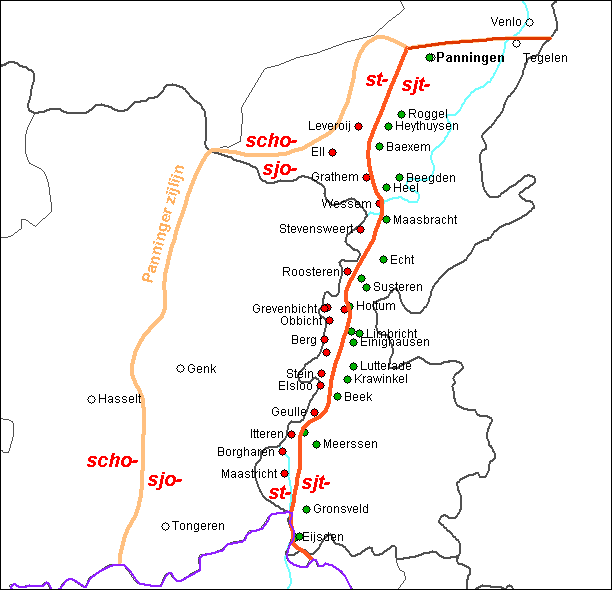
Verlauf der Panninger Linie und ihrer westlichen Nebenlinie (B, NL)

Die Panninger Linie ist eine Isoglosse im Bereich der niederländisch-limburgischen Mundarten innerhalb des kontinentalwestgermanischen Dialektkontinuums. Die Mehrheit der niederländisch-limburgischen Dialekte liegt innerhalb des Großraumes, nicht aber die Dialekte der Städte Maastricht und Venlo. 

## Hauptlinie
Charakteristisch für die Dialekte im Osten und Süden der Linie ist, dass die Aussprache der Konsonantenpaare „sp“, „st“, „sl“, „sm“, „sn“ und „sw“ am Anfang eines Wortes der in der deutschen Sprache gleicht. In allen Dialekten in Limburg im Osten und den Mundarten südöstlich dieser Linie wird „s“ zu „sj“, vergleichbar dem deutschen Trigraphen „sch“, Lautschrift: [⁠ʃ⁠]. „Stein“ ist somit „Sjtein“ und „Swalmen“ wird zu „Zjwame“ (Stein und Swalmen sind Orte in Limburg). 
Eine detaillierte Erklärung über die Linie im deutschsprachigen Raum findet sich unter dem Thema Benrather Linie. 
Mit Abstand die meisten mittel- und auch südlimburgischen Teile der Provinz weisen bestimmte Charakteristika auf, die die Zuordnung zu der südlicheren Sprachgruppe ermöglichen. Panningen liegt südöstlich der Panninger Linie. Das Dorf in der Gemeinde Helden ist zentral gelegen zwischen den Städten Roermond, Weert und Venlo. Die Stadt Venlo befindet sich nördlich der Linie, das Land Weert liegt vollständig außerhalb. 
Von Susteren und im südlichen Teil der niederländischen Provinz Limburg weist fast die gesamte Gegend das oben erwähnte Dialektmerkmal auf. Hier bilden ein Teil der Maas und der Julianakanal einen Abschnitt der Westgrenze der Isoglosse. In Niederländisch-Limburg fallen südlich von Susteren nur zwei schmale Streifen unter das Sprachgebiet von Maastricht (mit Eijsden, Moelingen, Borgharen und Itteren) und eine etwas weiter nördlich von Stein (in Meers). Sprachlich gesehen gehören diese zwei kleinen Regionen entlang der Maas mehr zum belgischen Limburg, östlich der Maas lingual eindeutig zu Niederländisch-Limburg. Für die Einheit und das Selbstverständnis der östlichen niederländischen Provinz Limburg ist die Panninger Linie von kultureller Bedeutung. Sie beschreibt die Grenze eines primären kulturellen Merkmals Niederländisch-Limburgs, Maastricht und Venlo hingegen spielen aufgrund eigener Dialekte in dem Zusammenhang keine große Rolle.

## Nebenlinie
Westlich der Panninger Linie verläuft die Panninger Nebenlinie  (niederländisch Panninger zijlinie), die südwestlich von Tongern in Belgien beginnt und sich von dort zunächst in nördlicher Richtung fortsetzt. Dabei werden Hasselt (westlich der Linie) und Genk (östlich der Linie) passiert. An der niederländischen Grenze biegt die Isoglosse in östliche Richtung ab und lässt die Ortschaften Ell und Leveroij zwischen sich und Hauptlinie liegen. Nochmals nach Norden gewandt, biegt sie westnordwestlich von Panningen ein letztes Mal nach Osten ab und vereinigt sich unweit des namensgebenden Ortes mit der Panninger Linie.
Im Gebiet westlich bzw. nördlich der Panninger Nebenlinie wird aus „Schatz“ das standardniederländische „schat“, wobei hier das „s“ vom „ch“ sprachlich getrennt wird. Östlich und südlich sagt man im Dialekt „sjat“, das „sj“ entspricht wiederum dem hochdeutschen „sch“.